# Ferdinand Theissen
Ferdinand Theissen (o Theiszen, o Theißen) SJ (Krefeld, 27 de julio de 1877 - Valeyres-sous-Rances, 5 de septiembre de 1919) fue un sacerdote jesuita, botánico, taxónomo, micólogo, y explorador alemán.

## Biografía
Nació en la familia de Fernando Theissen, contador, que más tarde se convirtió en el propietario de una casa de empeño. De 1888 a 1897 estudió en la Escuela de Krefeld, a continuación, se trasladó a Bleyenbek en la provincia holandesa de Limburgo. Estudió en el seminario de Feldkirch, Suiza, sede de la sociedad.
En 1902, fue a Brasil, donde fue profesor en el colegio de los jesuitas y en una escuela local de São Leopoldo. En 1908, volvió a Valkenburg, luego continuó sus estudios en la Universidad de Innsbruck hasta el otoño de 1912. Hasta 1914 trabajó en Innsbruck. Entre el 2 y el 5 de septiembre de 1919, Theissen se desbarrancó muriendo trágicamente en un acantilado en el valle de Montafon (Vorarlberg, Austria). El 6 de septiembre su cuerpo, con muchas fracturas, fue encontrado. Y el 8 de septiembre fue enterrado.
La parte principal de sus herbarios se almacenan en la Universidad de Harvard.

### Obra
- 1912. "Zur Revision der Gattung Dimerosporium", en Beihefte zum Botanischen Zentralblatt (or Centralblatt) 29: 45 - 73
- 1913. Die Gattung Asterina. Abh. k.k. zool.-botan. Gesselschaft 7(3): 1—130, pl. 1—8.
- con Sydow, H. 1915. Die Dothideales. Annales mycologici 13: 149—736, pl. 1—6.
- con Sydow, H. 1918. Synoptische Tafeln. Annales mycologici 15(6): 389—491.
- 1927. "Xylariaceae Austro-Brasilienses : I. Xylaria", en Denkschrift der K. Akademie der Wissenschaften, Viena, Mathematisch-Naturwissenschaftliche Klasse 83: 47 - 86

## Epónimos
Géneros de fungi
- Theissenia Maubl., 1914
- Theissenula Syd. & P.Syd., 1914 nom. dub.